# 卡特彼勒
卡特彼勒（英語：Caterpillar Inc.，：CAT）是总部位于美国得克萨斯州欧文的重型工业设备制造公司，主要产品包括农业、建筑及采矿等工程机械和柴油发动机、天然气发动机及燃气涡轮发动机。根据其公司网站，卡特彼勒（一般简称为 CAT）自稱是“世界上最大的建筑、采矿设备、柴油、天然气引擎和工业汽轮机生产商。”在2024年的財富世界500強中排名世界第199名。
他们的一些早期创新产品创新包括履带和一个独特的黄色外观。卡特彼勒也生产各种工程作业车辆，包括卡特彼勒推土机。卡特彼勒是道琼斯工业平均指数的三十家公司之一。

## 历史
卡特彼勒公司的历史从19世纪末就开始，当时 Daniel Best 和 Benjamin Holt 进行蒸汽拖拉机的实验，想將其實用于农耕。1904年，这些巨大的蒸汽拖拉机已经在加州的农地中耕种了14年，但经常陷入加州柔软的土壤之中，特别是在大雨後的泥濘農地。而且一旦陷入泥沼就很难再退出来，即使用马群拉也動彈不得，因为拖拉机有數噸之重。
针对这个问题，当时的一个解决方案是在蒸汽拖拉机前面铺一条临时的木板路以帮助拖拉机脱离泥潭，但这个方案非常耗时、昂贵，且易受到土方的影响。Holt 反其道而行，想將木板路裝在驅動輪上。1904年11月24日，Holt 将一块块小木条连接起来，套在他的实验性拖拉机 Holt No.77 的轮子上，这次试验非常成功，现代拖拉机从此诞生，卡特比勒30与卡特比勒60拖拉机开始使当时的卡特比勒公司逐渐出名。
1909年，Benjamin Holt 在美国伊利诺伊州皮奥里亚购买了一間已破產的拖拉机公司廠房，但工廠設施還很嶄新。这个工厂提供给 Holt 建立一个制造中心所需要的一切，但改造这个工厂需要很多的资金。尽管如此，这次冒险行动后来被证明是非常成功的。1911年，工厂雇用了625人。与此同时，Holt 制造开始向阿根廷、墨西哥和加拿大出口拖拉机。
卡特比勒公司成立于1925年4月15日，位于加州斯托克顿的 Holt 制造公司与位于加州圣莱安德罗（San Leandro）的 C. L. 最佳煤气拖拉机公司（C. L. Best）合併，成立了卡特比勒拖拉机公司。第一年的销售量达到1300万美元。1925年至1931年，卡特彼勒与苏联合作，改建或扩建了哈尔科夫、列宁格勒、斯大林格勒的拖拉机和收割机厂，并授权车里雅宾斯克拖拉机厂生产60型号（即 ChTZ S-60）。1929年，销售量达到了5280万美元。即使在大萧条时期，卡特比勒公司的销售额仍然在增长。
公司成立后，卡特比勒经历了许多变迁，包括柴油引擎被美国海军采用。第二次世界大战时期，卡特比勒产品被美国海军工兵团采用来建设太平洋行动中心的设施。在战后建设潮中，卡特比勒公司快速成长。1950年首次在美国以外融资，成为一家跨国公司。
2010年6月，卡特彼勒以8.20亿美元的价格收购易安迪，以进一步扩张其在铁路领域的业务。
2011年11月11日最高斥資65.4億港元全面收購香港創業板上市的年代煤礦機電。年代煤礦機電執行主席兼大股東 Emory Williams 持有46.9％權益約值21.3億元。

## 产品线
2006年第一季度，44%的卡特比勒产品是出口到国外的。卡特比勒产品在200多个国家和地区销售。公司有一个遍布世界的销售网络，共220个销售商，其中美国63个，其余157个遍布世界各地。卡特比勒在美国有51个生产工厂，在澳大利亚、比利时、巴西、加拿大、英国、法国、德国、匈牙利、印度、印尼、意大利、日本、墨西哥、荷兰、北爱尔兰、中国、波兰、俄罗斯、南非和瑞典拥有58个工厂。卡特比勒也售卖授权贴牌的服装，包括卡特比勒牌的衣服、帽子、鞋以及其他消费者产品。
卡特比勒最早的工厂设在美国伊利诺伊州皮奥里亚，现在是其核心研发中心。虽然卡特比勒的大多数零件的生产工作已经外包给其他的公司，但在皮奥里亚地区，卡特比勒仍然拥有四个大型工厂：梅普尔顿铸造厂，主要生产柴油机和其他大型部件；东皮奥里亚工厂, 70年来一直在组装卡特比勒拖拉机；莫斯维尔引擎工厂，建于第二次世界大战以后；以及莫顿部件工厂。

### 车辆类
卡特比勒销售网有400多种车辆类产品可供选择。卡特比勒的产品线从履带推土机到液压挖掘机、反铲挖土机、压路机、卡车、装载机以及农业用拖拉机。它们可以被用于建筑、筑路、采矿、林业、能源、传输以及材料处理行业。
卡特比勒公司是世界最大的轮式装载机制造商。中型（MWL）、大型（LWL）的轮式装载机在伊利诺伊州的奥罗拉工厂设计。中型的装载机在美国伊利诺伊州奥罗拉、日本神奈川县相模原市、比利时沙勒罗瓦、巴西圣保罗州皮拉西卡巴、印度以及中国制造。大型装载机只在伊利诺伊州的奥罗拉工厂制造。
卡特比勒当前及历史车辆类产品包括：

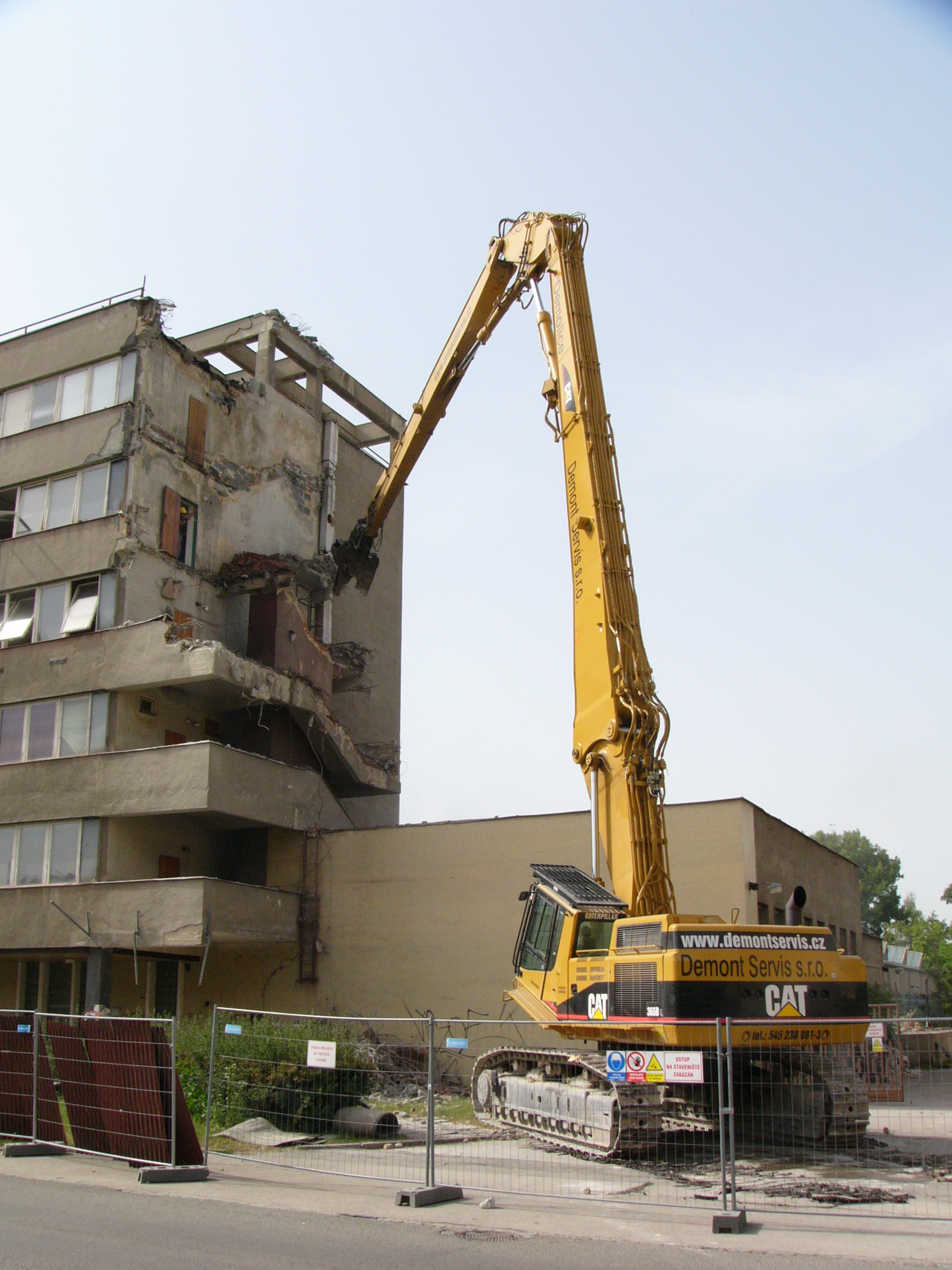
工作中的卡特比勒365B挖掘機

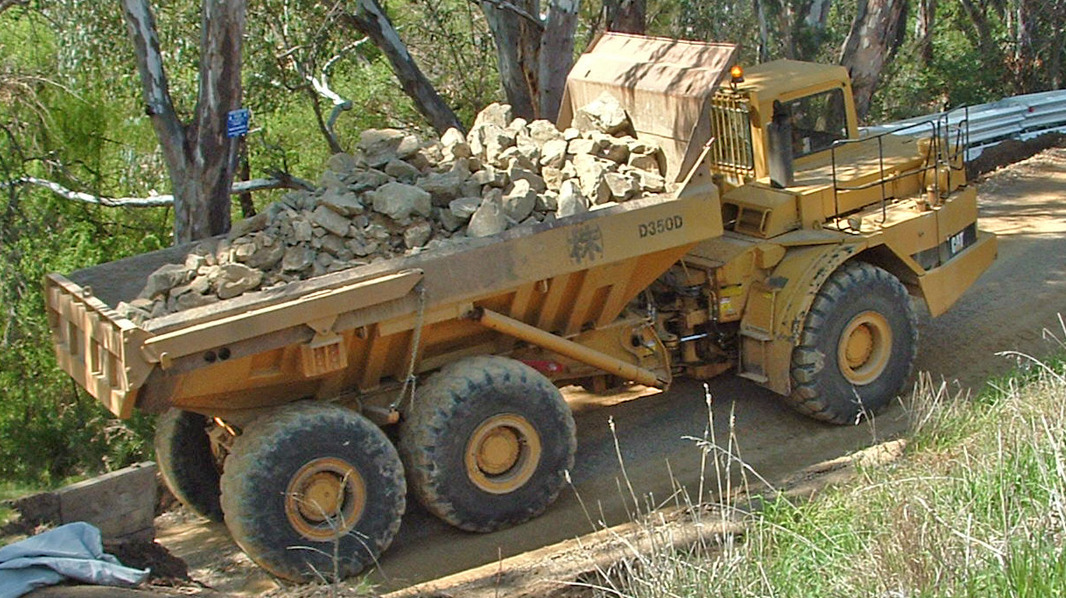
卡特比勒D350D鉸接式卡車

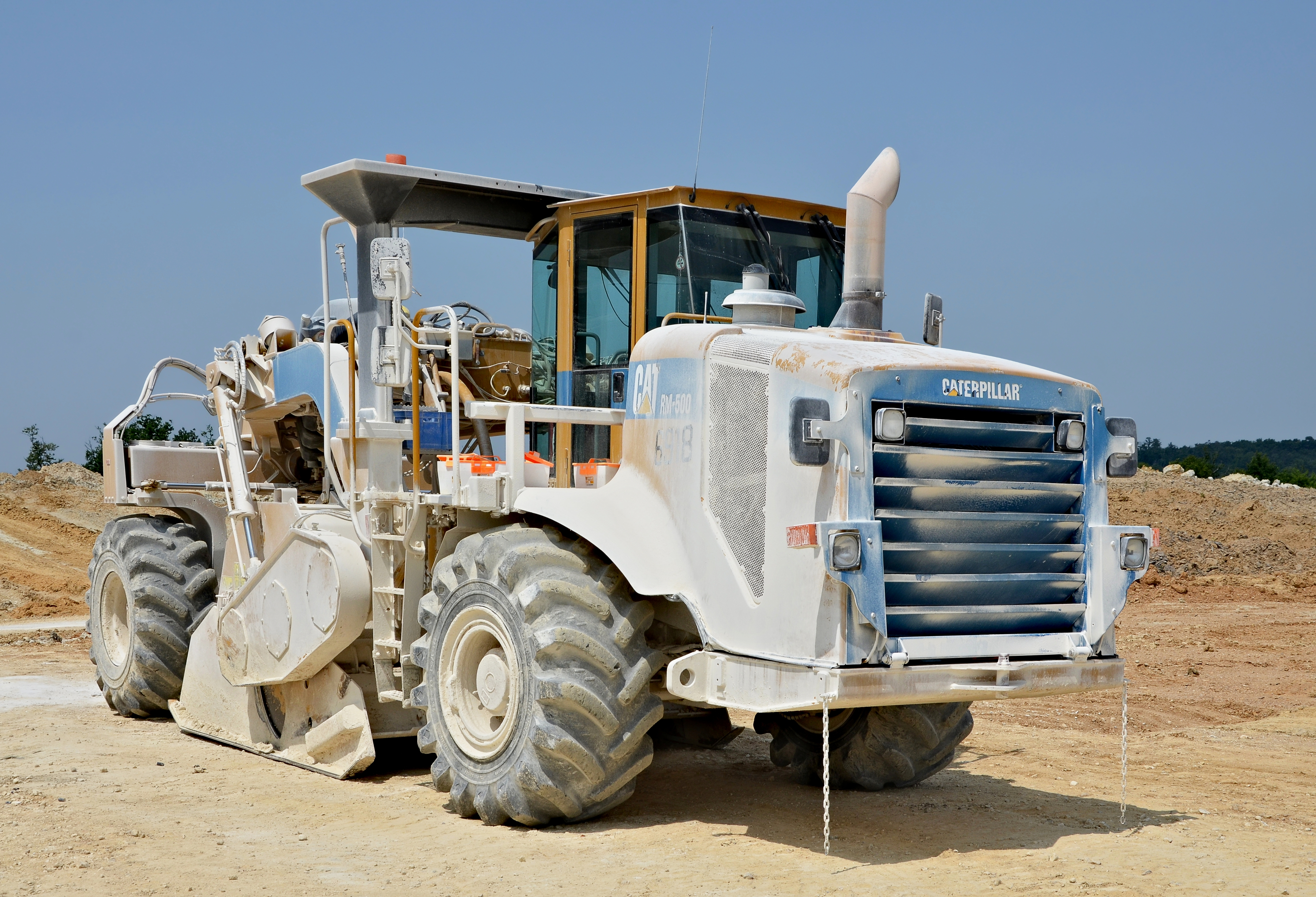
Caterpillar RM-500

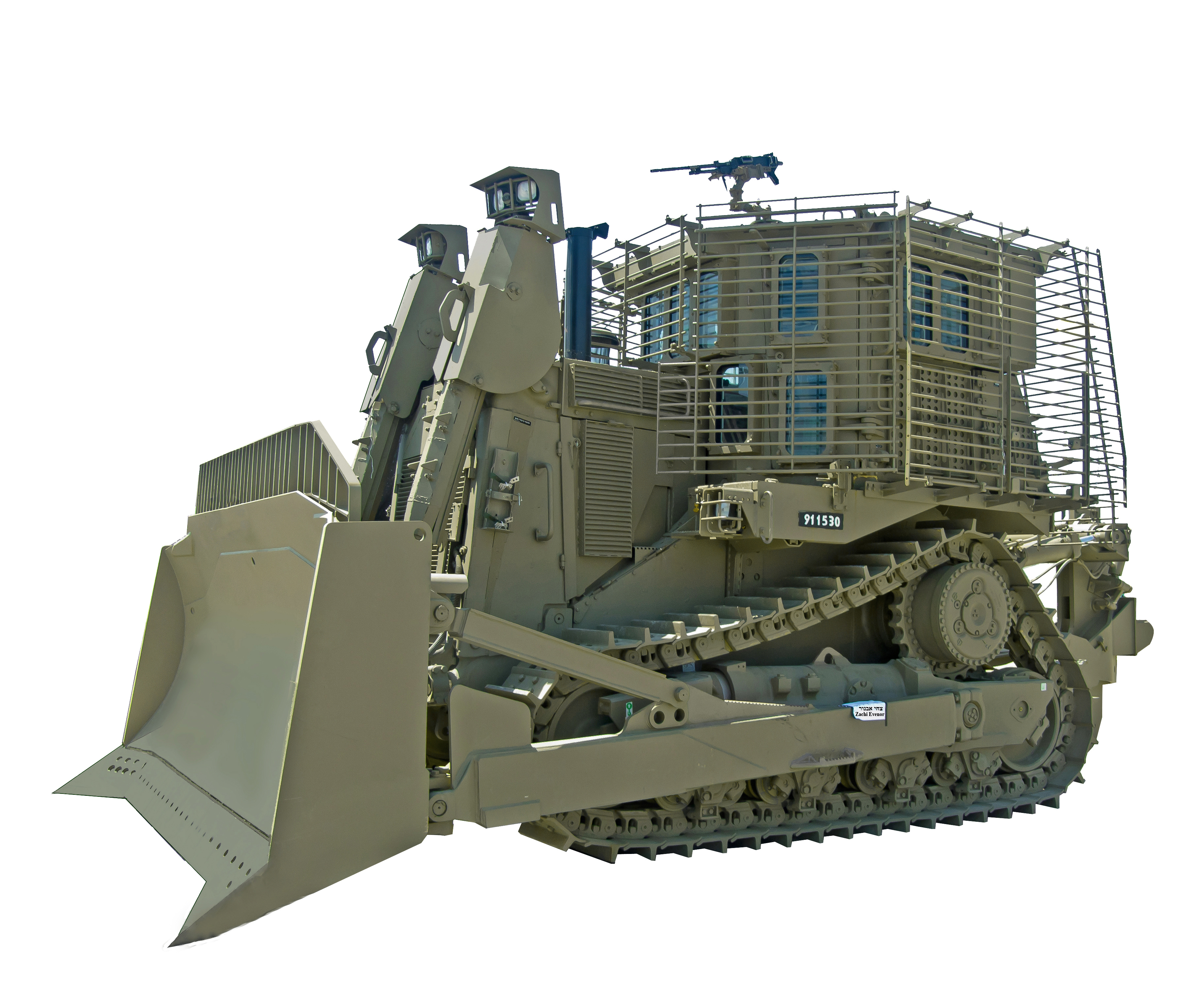
Caterpillar D9R armored bulldozer used by the Israel Defense Forces to demolish palestinian houses

| - 轨式拖拉机（推土机） - Caterpillar 30 - Caterpillar 45 - Caterpillar 60 - D-系列 - Caterpillar D2 - Caterpillar D6 - Caterpillar D7 - Caterpillar D8 - Caterpillar D9 - Caterpillar D10 - Caterpillar D11 | - 挖掘机 - Caterpillar 345C L - 轮式装载机 - Caterpillar 930G - Caterpillar 992 - 卡车 - Caterpillar 740 Ejector - Caterpillar 797B，世界最大的机械卡车。 - 铺路机 - Caterpillar CS-533E |

### 引擎

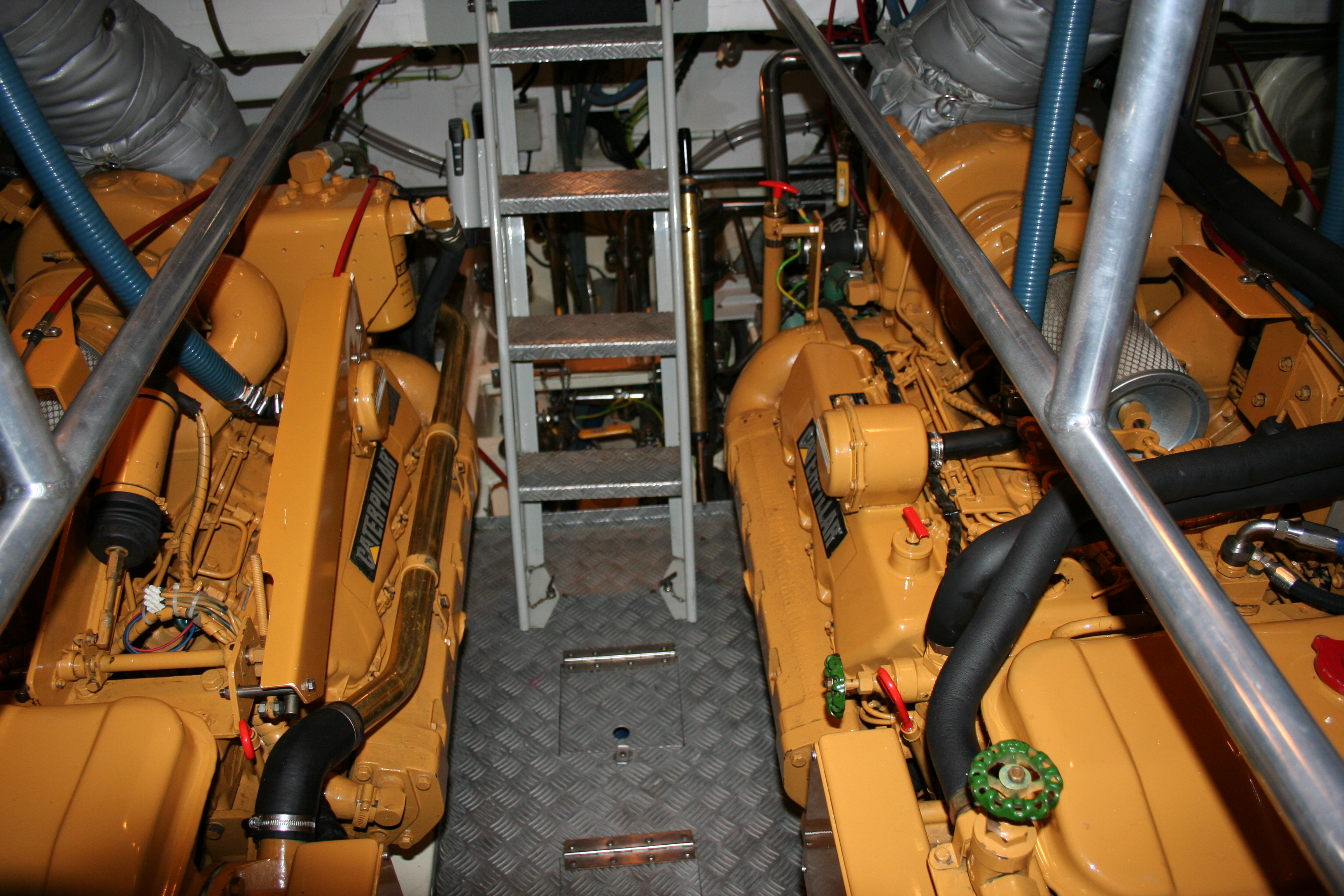
卡特彼勒3208T大型柴油機

卡特彼勒公司的一部分业务是生产柴油引擎、天然气引擎以及燃气涡轮引擎，卡特彼勒不但在自己的产品中使用其生产的引擎，其产品同样被用于驱动一些火车头、大型拖车、船、高峰发电站以及应急发电机。

### 卡特彼勒防务产品
总部位于英国什罗普郡舒茲伯利的卡特彼勒防务产品公司为英国的挑战者2“泰坦”装甲桥梁铺设车、“特洛伊人”战斗工程车、罗马尼亚MLI－84装甲运兵车、瑞士 Mowag Piranha 坦克生产柴油引擎，自动变速器以及其他部件
这个部门也提供推进引擎和发电系统给海军造船工业，它提供柴油机给美国弗吉尼亚级核潜艇和圣安东尼奥级两栖船坞运输舰，西班牙阿爾瓦羅·巴贊級巡防艦，英国河级巡逻艇，马来西亚A-100巡逻船、墨西哥 Justo Sierra Mendez-级别炮艇。
俄罗斯卡特彼勒工厂在1999年11月开始生产。该工厂有列宁格勒州在苏联解体后设立的第一个变电站。该工厂在寒冷环境下建造，温度经常低于-25 °C.

### 商標授權產品

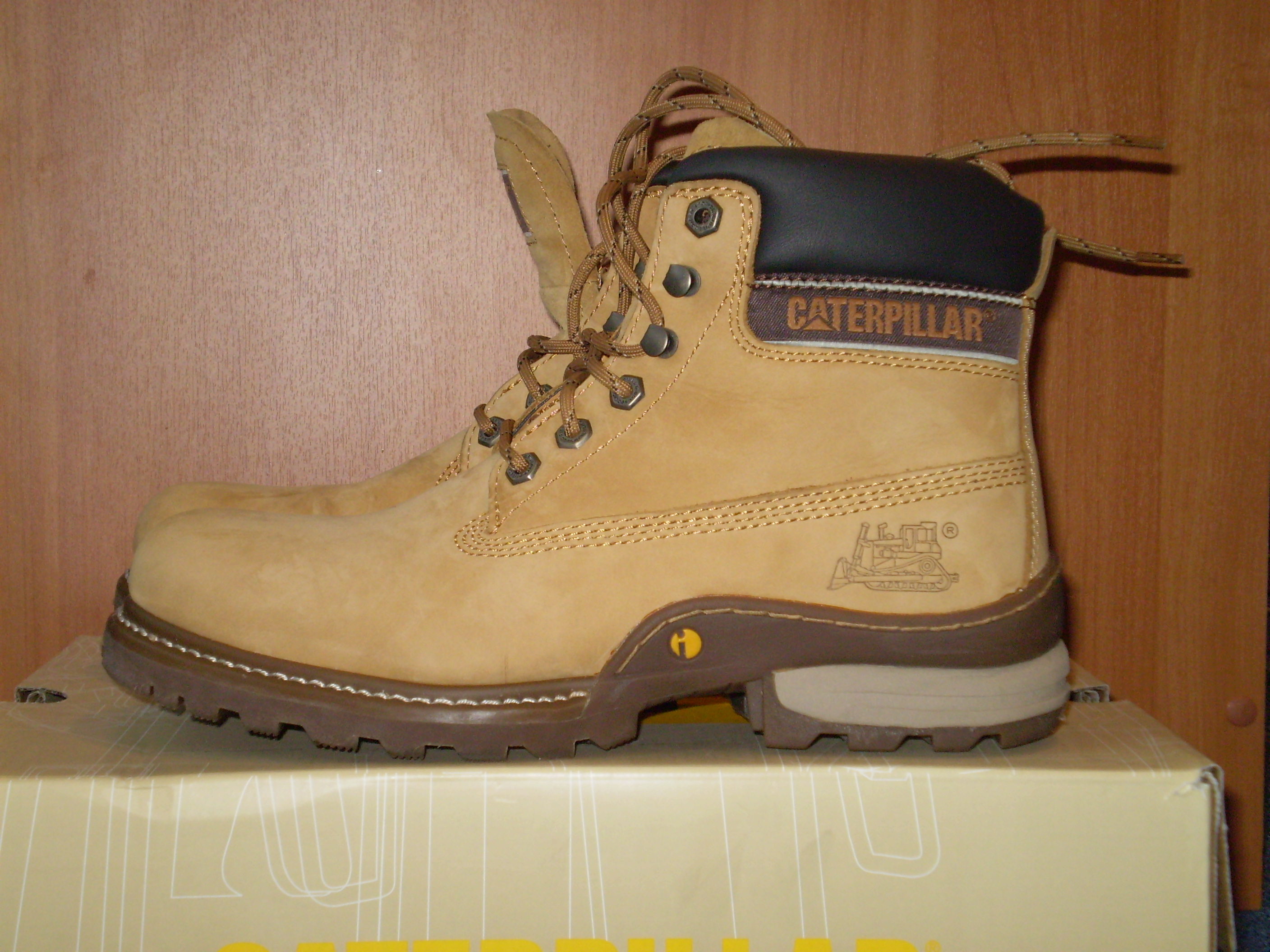
卡特比勒靴子

卡特彼勒除了自家生產的工程用機械，也授權其他廠商生產卡特彼勒商標的周邊商品，例如供工程人員穿著、有鐵片防護的工作靴，以及擁有軍規防摔、防水、防尘防護能力，整合红外成像、空气检测、激光测距的工程用智慧型手機以及服装、帽子、行李箱、手表、手电筒、铲子、刀具、风扇、手套等其他消費品。

## 另見
- 中華機械：卡特彼勒在中華民國（台灣）的特許代理商及服務提供者